# Agrotis haesitans
Agrotis haesitans är en fjärilsart som beskrevs av Walker 1856. Agrotis haesitans ingår i släktet Agrotis och familjen nattflyn. Inga underarter finns listade i Catalogue of Life.